# کیوزون
| محبوب‌ترین شبکه‌های اجتماعی بر اساس کشور فیس‌بوک توییتر وی‌کی اودنوکلاسنیکی اینستاگرام کیوزون no data |

کیوزون (به چینی: QQ 空间) (به انگلیسی: Qzone) یک شبکه اجتماعی در چین است که توسط تنسنت در سال ۲۰۰۵ ایجاد شده‌است. این برنامه اجازه می‌دهد تا کاربران وبلاگ بنویسند، خاطراتشان را ذخیره کنند، عکس بفرستند، به موسیقی گوش دهند و فیلم تماشا کنند. کاربران می‌توانند پس زمینه کیوزون خود را تنظیم و لوازم جانبی را بر اساس ترجیحات خود انتخاب کنند تا هر کیوزون به سلیقهٔ فردی سفارشی شود. با این حال، بیشتر لوازم جانبی کیوزون آزاد نیستند؛ تنها پس از خرید «الماس زرد» کاربران می‌توانند به هر سرویس بدون پرداخت هزینه اضافی دسترسی پیدا کنند.

## تاریخچه
کیوزون ابتدا در سال ۲۰۰۵ شروع به کار کرد. اسم آن در ابتدا Little Home Zone بود.

## واژه‌نامه
1. ↑  Canary Yellow Diamond